# Peder Nielsen Horrebow
 For alternative betydninger, se Peder Horrebow.
Peder Nielsen Horrebow (14. maj 1679 – 15. april 1764) var en dansk astronom og fysiker.
Peder Horrebow var søn af en fattig fisker i Løgstør. Han viste tidligt betydelige anlæg for udførelsen af mekaniske arbejder. Han startede i en alder af 17 år på Aalborg's lærde skole og på grund af faderens fattigdom kunne Peder selv bidrage til sit underhold ved at stikke signeter og reparere mekaniske og musikalske instrumenter. 1703 blev han dimitteret fra skolen og kom til Københavns Universitet, hvor Ole Rømer straks fattede interesse for hans duelighed, tog ham i huset hos sig og skaffede ham lidt fortjeneste ved at lade ham assistere ved inddelingen af astronomiske instrumenter. 1705 tog han teologisk embedseksamen, og et par år efter måtte han overtage en huslærerplads hos baron Frederik Krag i Jylland.
1711 kom han tilbage. Rømer var da død og Lauritz Schive ansat som professor i astronomi. Horrebow nøjedes så med en ansættelse som acciseskriver og giftede sig 18. december samme år med Anna Margrethe Rosing (død 1749), datter af en københavnsk købmand. I deres ægteskab fik de 20 børn, hvoraf de 13 levede.
Efter Schives død 1711 blev der udskrevet en konkurrence mellem navigationsdirektør Jørgen Rasch på Møen, Horrebow og Cornelius Lerche. De 2 sidste trådte dog tilbage af hensyn til, at Rasch var en ældre mand; muligvis ville en konkurrence heller ikke have nyttet Horrebow, da det synes, som om familierne Worm og Bartholin havde en overvejende indflydelse ved besættelsen af universitetets embeder. Efter Raschs død 1714 henvendte Horrebow sig personlig til kongen, der tog sig venlig af ham og satte igennem, at Horrebow fik pladsen efter en aflagt prøve trods professorernes modstand. 2 år efter (1716) blev han magister, 1720 blev han Universitetets notar, og 1722 fik han sæde i Konsistorium.
Ved sin tiltrædelse fandt Horrebow Observatoriet på Rundetårn i en meget dårlig forfatning, så han ansøgte om forskellige reparationer og forbedringer, der også blev bevilgede ham, hvorefter han i årene 1716-20 har anstillet en stor del observationer, hovedsagelig for at revidere Rømers 3 dages observationer i dennes privatobservatorium Tusculanum ved Pilenborg. Disse Rømers observationer havde Horrebow i forvaring; de skulle have været af meget stor nøjagtighed og var anstillede for at påvise rigtigheden af det Kopernikanske system, hvorefter Jorden bevæger sig med Solen som centrum. Horrebow troede at komme til samme resultat og udgav skriftet Copernicus triumphans (1727).
I disse år gav Horrebow sig også af med lægevidenskabelige undersøgelser og disputerede 1725 for den medicinske doktorgrad. Disputatsen, et ubetydeligt arbejde, er mærkelig ved den åbenhed, hvormed Horrebow tilstår sin ukyndighed i lægevidenskab, og viser ham som en erklæret tilhænger af den fra Tyskland indtrængende stahlianisme.
Københavns brand 1728 ødelagde det meste af resultaterne af Horrebows arbejder. Ilden sprang fra Trinitatis Kirke over på Observatoriet, der var af bindingsværk, og trængte ind i dette, så Horrebow mistede alle sine ejendele og kun reddede et skrin, indeholdende nogle af Rømers og hans egne skrifter. Slaget traf Observatoriet og Horrebow næsten lige hårdt. Horrebow, der havde sin store familie at forsørge, fik straks nogen hjælp af sin velynder overceremonimester Vincents Lerche, der også lod planetmaskinen i tårnet reparere, forærede Horrebow nogle bøger og gav ham fri adgang til sit bibliotek.
1730 fik Horrebow bevilget 300 rigsdaler til reparation af tårnet og af instrumenterne, men der gik lang tid, inden det kom fuldstændig i orden, og det fik aldrig så gode instrumenter som de, Rømer og Horrebow havde konstrueret i forening. Først 1741 blev Rundetårn godt indrettet til Observatorium, da der blev bygget et mindre tårn ovenpå, og det blev forsynet med ækvatoreal- og Meridianinstrument, men Horrebows observerende virksomhed var nu ringe, medtaget, som han var, af alder og næringssorg. Sine sønner Christian og Andreas lod han besørge observationerne.
Horrebow havde ikke alene været virksom som praktisk astronom, også teoretisk har han udmærket sig. Han opfandt en ny metode til at bestemme et steds geografiske bredde. Med samme instrument observerer man 2 stjerner med kendt deklination, udvalgte således, at den ene kulminerer lige så langt syd for zenith som den anden nord for zenith. Observeres først den ene og derefter den anden ved deres passage gennem meridianen, vil instrumentet i begge tilfælde have samme hældning mod syd og mod nord, så virkningerne af fejl på den inddelte kreds undgås. Metoden blev, uagtet dens godhed, snart glemt og først i 1833 fundet på ny af en amerikansk astronom, Andrew Talcott; den bærer nu begges navn, Horrebow-Talcott-metoden.
Ved universitetet holdt Horrebow forelæsninger over astronomi og fysik. Udenlands havde Horrebow et anset navn, var medlem af Videnskabernes Selskaber i Paris og Berlin
(ligesom ogsaa af det kjøbenhavnske Videnskabernes Selskab), korresponderede med flere ansete udenlandske astronomer og blev opfordret af Peter den Store, der besøgte København 1716, til at følge ham til Rusland.
Af hans astronomiske skrifter er de vigtigste: Ars interpolandi (1731) og Basis astronomiæ (1734-35). En udgave af hans matematisk-fysiske skrifter udkom 1740-41 i 3 kvartbind. Hans ovenfor nævnte søn Christian måtte fra 1753 overtage hans arbejde, da han til sidst var fuldstændig arbejdsudygtig.